# Ryan Beatty
Ryan Kevin Beatty (25 de setembro de 1995) é um cantor americano. Ele nasceu em Clovis e agora reside em Los Angeles. Sua música combina um som acústico misturado com moderno com o clássico Old School.[carece de fontes?] Seu primeiro EP, Because Of You estreou em # 1 no iTunes Pop Charts & #7  no Top 100 em 2012.[carece de fontes?] Single de Beatty, Hey LA foi destaque no país e colaborou com a AT&T na campanha "It Can Wait", contra mensagens de texto enquanto dirige. Beatty está atualmente trabalhando em seu novo álbum, que tem lançamento previsto para Setembro de 2013. [carece de fontes?]

## Carreira

### Início de carreira
Beatty nasceu em 25 de setembro de 1995, para os pais, Kevin e Caleen Beatty. Ele é o segundo mais novo entre os seis filhos, possuindo quatro irmãs mais velhas e um irmão mais novo: Brooke, Lauren, Stacey, Jenni, e Kenny. Ryan frequentou Clovis High School, em Clovis, na Califórnia. Apesar disso, Ryan foi criado na cidade de Fresno, onde conheceu a maior parte de seus melhores amigos. Após se mudar para Los Angeles com seus pais e seu irmão Kenny, ele passou a estudar apenas por uma escola virtual. Como um jovem adolescente, a profunda conexão de Beatty com a música o levou a fazer upload de vídeos cover em sua conta do YouTube em 2009, no canal de sua irmã, Jenni Beatty. Ryan Beatty criou seu próprio canal no dia 25 de fevereiro de 2011, que garantiu 10 mil visualizações, em apenas uma semana, em seu primeiro vídeo. [carece de fontes?]

### Because of You
Desde 2011, Ryan Beatty teve bons momentos e virou  um dos artistas mais vistos no YouTube.[carece de fontes?] Ele lançou seu primeiro single Every Little Thing em novembro de 2011, e alcançou a posição # 89 no iTunes Pop Charts.[carece de fontes?] O videoclipe de "Every Little Thing" foi lançado em 2 de fevereiro de 2012, obtendo um retorno incrível de seus fãs.
Em Setembro de 2012 Justin Bieber fez um rápido cover de seu primeiro single e divulgou em seu perfil do Viddy.
Beatty passou a lançar seu primeiro EP "Because of You", que estreou na Radio Disney em 23 de julho de 2012 e foi lançado ao público exclusivamente no iTunes em 24 de julho de 2012. TIC dentro de 24 horas de lançamento, Because of You ficou em 1 º lugar nas paradas de álbuns pop dos Estados Unidos e #7 local no Top Album Charts.[carece de fontes?]
Hey LA foi o segundo single do EP, que estreou na  Radio Disney trazendo uma resposta positiva para os fãs. Entertainment Weekly eExclusivamente estreou o videoclipe para a canção em 3 de setembro de 2012. The performance also received coverage from MTV.

## Turnê
Durante o verão de 2012 Beatty percorreu cidades como Nova Iorque, Las Vegas, Atlanta, Chicago, Dallas, San Diego, Houston e Memphis. Ele vendeu para fora The Roxy em Los Angeles em duas ocasiões distintas, no verão de 2012. Beatty também encabeçou inúmeras estação de rádio de Jingle Jam shows em dezembro de 2012. Ryan realizada ao vivo no B96 Pepsi jingle Bash em Chicago, em 15 de dezembro de 2012, juntamente com Austin Mahone e  Justin Bieber.

Em Maio de 2013, Ryan Beatty dá início a sua participação na Paradise Tour, turnê do australiano Cody Simpson, junto da banda Before You Exit.

## Discografia

### Singles
- Every Little Thing (Novembro de 2011)
- Hey LA (Julho de 2012)

### EPs
- Because of You (July 2012)
- Boy In Jeans (July 2018)

## Prêmios e indicações
- 2011 Billboard Magazine – Nomeado em 10.º lugar na categoria Next Big Sound, junto com os artistas que tiveram crescimento rápido através de redes sociais. [carece de fontes?]
- 2011 PopStar! Magazine - nomeado como um dos 12 novos artistas para ficar de olho em 2012 [carece de fontes?]
- 2011 J-14 Magazine – Ryan Beatty foi destacado como “Hot Guy of the Week” ("cara gato da semana", em português) [11]
- 2012 Nomeado ao "21 Under 21", da Billboard[12]

| Ano  | Premiação                 | Categoria               | Resultado      |
| ---- | ------------------------- | ----------------------- | -------------- |
| 2012 | Teen Choice Awards        | Webstar                 | Indicado       |
| 2013 | Radio Disney Music Awards | Ultimate Brekout Artist | Indicado       |
| 2013 | Teen Choice Awards        | Webstar                 | (Agosto, 2013) |

## Outros projetos
Em 2012 Beatty foi escolhido para ser um dos rostos da AT&T nacional "Pode esperar" campanha para acabar com mensagens de texto e dirigir. PSA de Beatty, que exorta os fãs a assumir o compromisso de não texto e movimentação, está atualmente no ar em todo o país.. em outubro de 2012 Beatty usou sua música para capacitar adolescentes para enfrentar o bullying. Beatty fez aparições surpresa de várias escolas para realizar e aumentar a conscientização sobre o bullying adolescente, ao espalhar a palavra de auto-capacitação para adolescentes
Em janeiro de 2013, Ryan continuou seu apoio à campanha "It Can Wait", com uma performance ao vivo e aparições em Meet & Greets por todo os Estados Unidos.